# Paragomphus campestris
Paragomphus campestris là loài chuồn chuồn trong họ Gomphidae. Loài này được Bedjanic mô tả khoa học đầu tiên năm 2013.